# Timothy Barnes
Timothy David Barnes, FBA, FRSC (Yorkshire, 13 de marzo de 1942) es un clasicista británico. 

## Biografía
Barnes nació en Yorkshire el 13 de marzo de 1942. Fue educado en el Queen Elizabeth Grammar School, en Wakefield, hasta 1960. Estudió en el Balliol College de Oxford, donde siguió Literae humaniores, obteniendo el bachillerato en letras en 1964, y el máster en 1967. Fue Harmsworth Senior Scholar del Merton College (1964-66) e Investigador adjunto de The Queen's College en Oxford. Recibió el Philosophiæ doctor en 1970. En 1974, la Universidad de Oxford le otorgó el premio Conington.
Al recibir su doctorado, fue nombrado profesor adjunto de Clásicos en el University College de la Universidad de Toronto, y en 1972 pasó a ser profesor asociado. En 1976 se convirtió en profesor de estudios clásicos, cargo que ocupó durante treinta y un años hasta su jubilación en 2007. Fue tres veces presidente asociado de estudios clásicos. Entre 1976 y 1977 fue miembro visitante del Institute for Advanced Study. De 1983 a 1984 fue fellow del Wolfson College y entre 1984 y 1985 fue Connaught Senior Fellow en Humanidades. En 1989, fue elegido miembro de la Universidad de Trinity College. Pronunció las conferencias Townsend en la Universidad Cornell en 1994.
En 1982 fue galardonado con el premio Philip Schaff de la American Society of Church History por su libro Constantino y Eusebio y el premio al mérito Charles Goodwin de la American Philological Association. En 1985 fue elegido miembro de la Royal Society of Canada.
En diciembre de 2007, se retiró oficialmente de la Universidad de Toronto y regresó al Reino Unido. Actualmente es miembro honorario de la Universidad de Edimburgo la Escuela de Teología de la Universidad de Edimburgo, trabajando con el Centro para el Estudio de los Orígenes Cristianos.

## Publicaciones
- Tertullian a historical and literary study, Oxford Clarendon Press, 1971, OCLC 265040582.
- The sources of the Historia Augusta, Latomus, 1978, ISBN 978-2-87031-005-2.
- Constantine and Eusebius, Harvard University Press, 1981, ISBN 978-0-674-16531-1.
- The new empire of Diocletian and Constantine, Harvard University Press, 1982, ISBN 0-7837-2221-4.
- Early Christianity and the Roman Empire, CS 207, Variorum Reprints, 1984, ISBN 978-0-86078-155-4, OCLC 251547581.
- Athanasius and Constantius : theology and politics in the Constantinian empire, Harvard University Press, 1993, ISBN 978-0-674-00549-5.
- From Eusebius to Augustine : selected papers 1982 – 1993, Collected studies series, 438, Aldershot Variorum, 1994, ISBN 978-0-86078-397-8, OCLC 260175509.
- Ammianus Marcellinus and the representation of historical reality, Cornell studies in classical philology, Cornell University Press, 1998, ISBN 978-0-8014-3526-3.